# Hugo Edlund

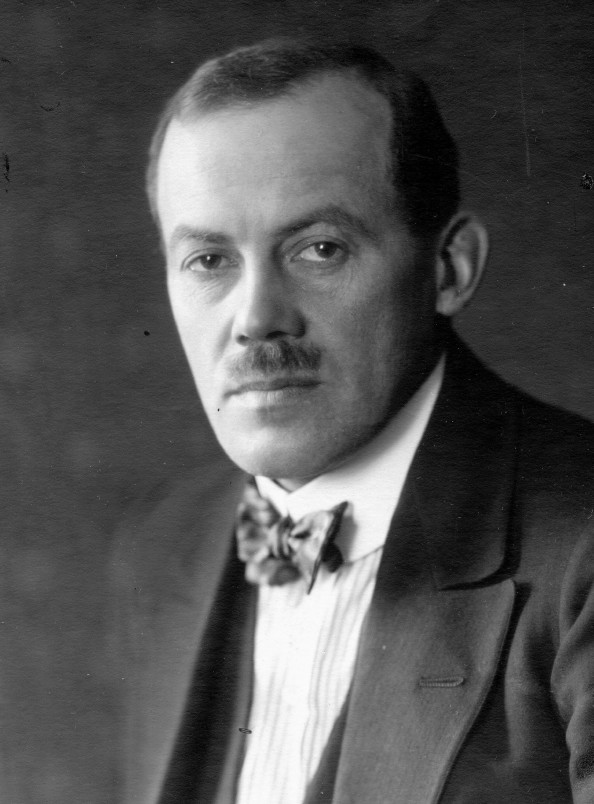
Hugo Edlund.

Hugo August Mauritz Edlund, född 28 februari 1883 i Ljusdal i Hälsingland, död 9 december 1953 i Jakobs församling i Stockholm, var en svensk filmfotograf och stillbildsfotograf.

## Biografi
Edlund flyttade från Ljusdal till Stockholm den 23 februari 1899. Han var känt för att arrangera sina filmbilder efter förlagor i målarkonsten, exempelvis i Synnöve Solbakken från 1919 komponerade han tablån efter tavlan "Den sårade björnjägaren" från 1856 av Adolph Tidemand eller i Gustaf Wasa del I och II från 1928 där han använde Carl Larssons kända målning som förlaga. Han växlade omkring 1920 från Skandiafilm tillsammans med regissören John W. Brunius över till Svensk Filmindustri och blev Brunius' ständige fotograf under hela stumfilmstiden. Efter 1932 drev han en fotoateljé på Biblioteksgatan 4. Som sådan stod han även för stillbilder i filmer där han inte verkade som filmfotograf, exempelvis i Kanske en diktare från 1933.

## Arbeten i urval

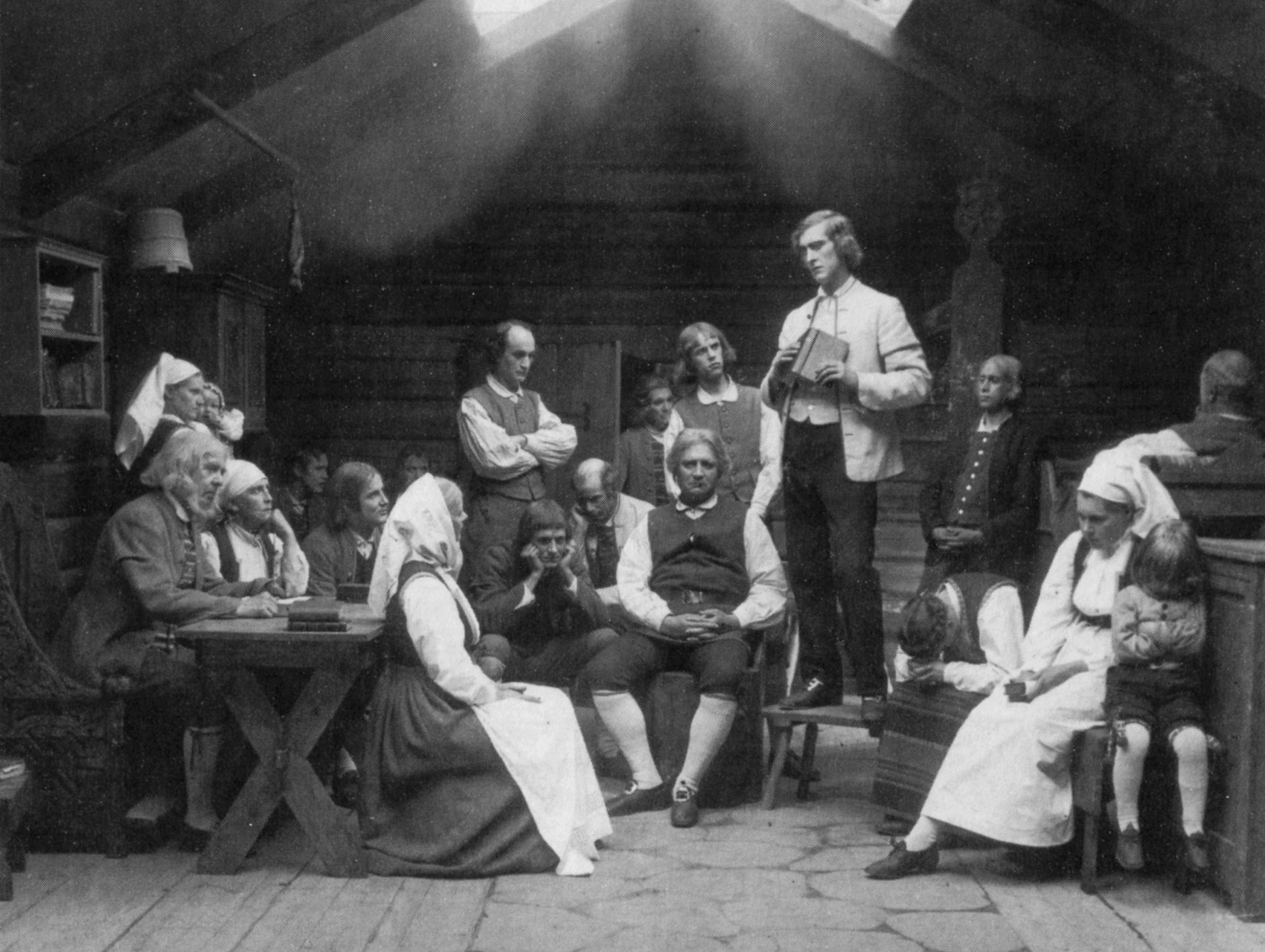
Scen ur "Synnöve Solbakken", (filmfoto 1919).
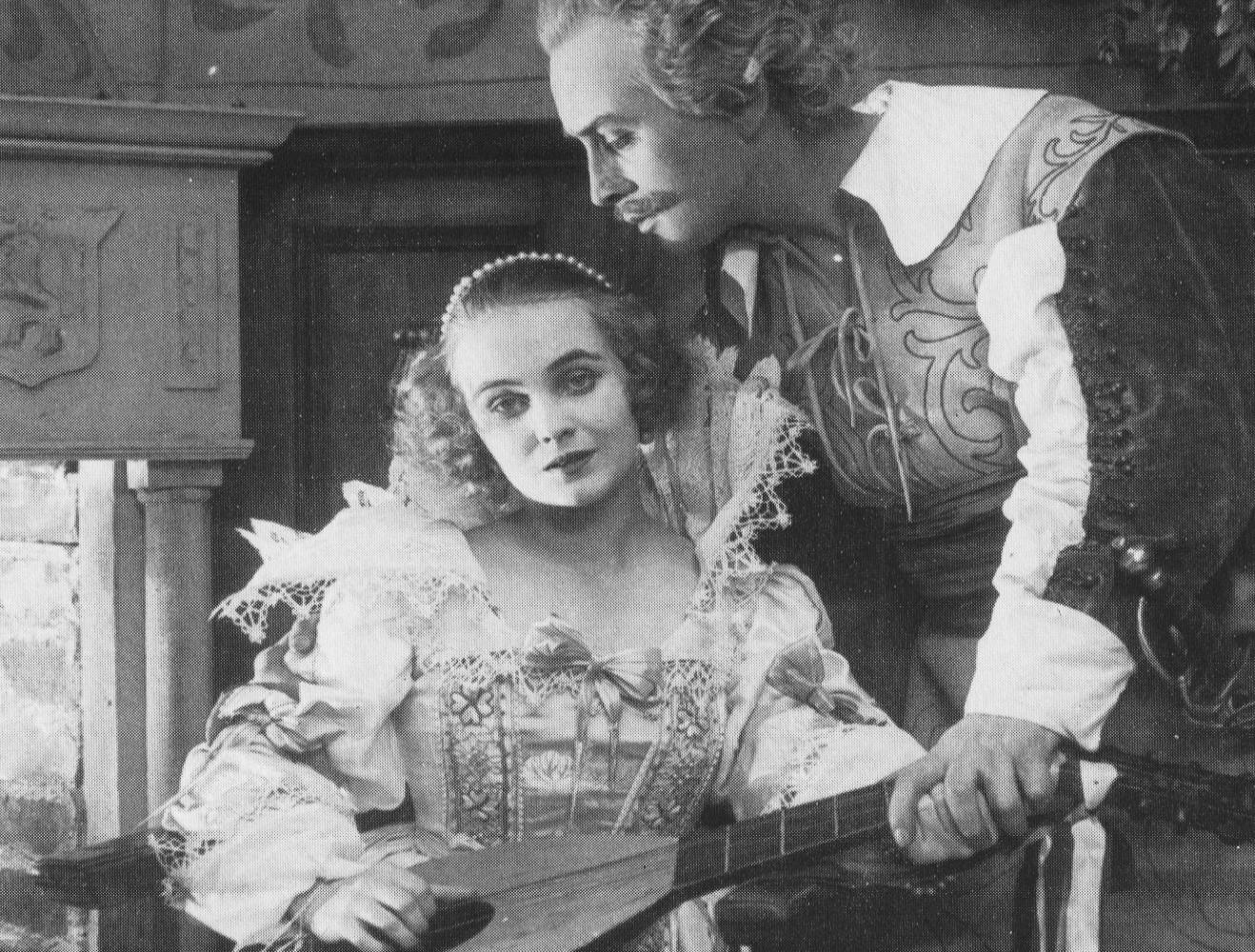
Scen ur "En lyckoriddare", (filmfoto 1921).
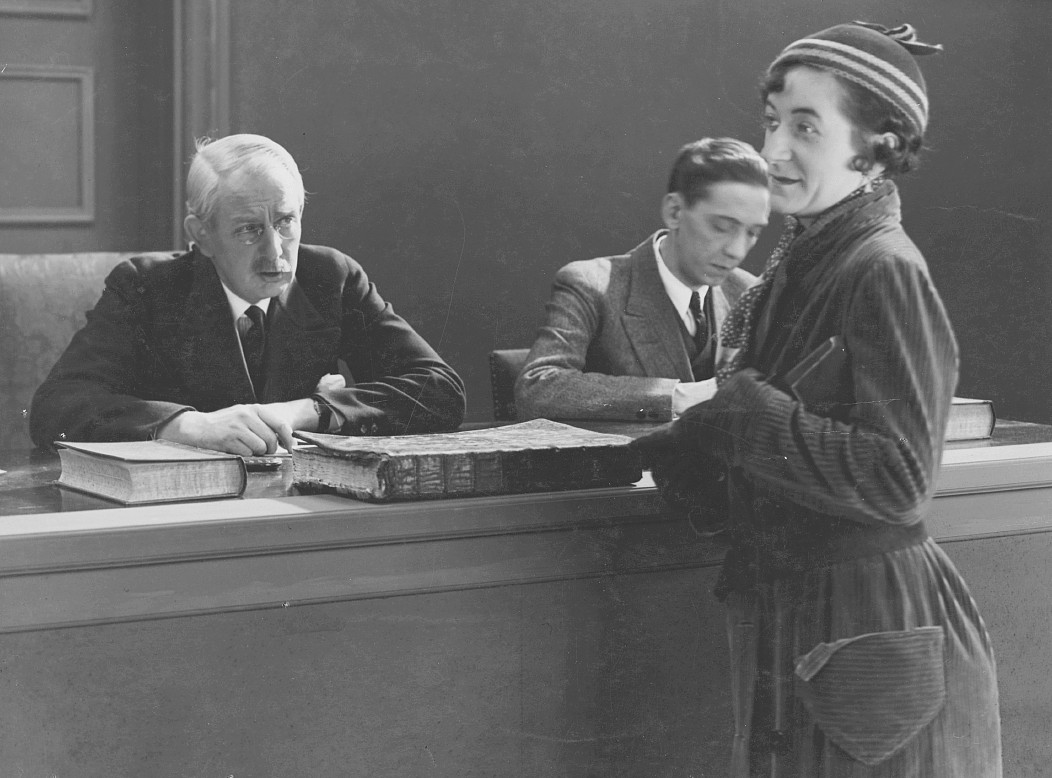
Scen ur "Kanske en diktare", (stillbildsfoto 1933).
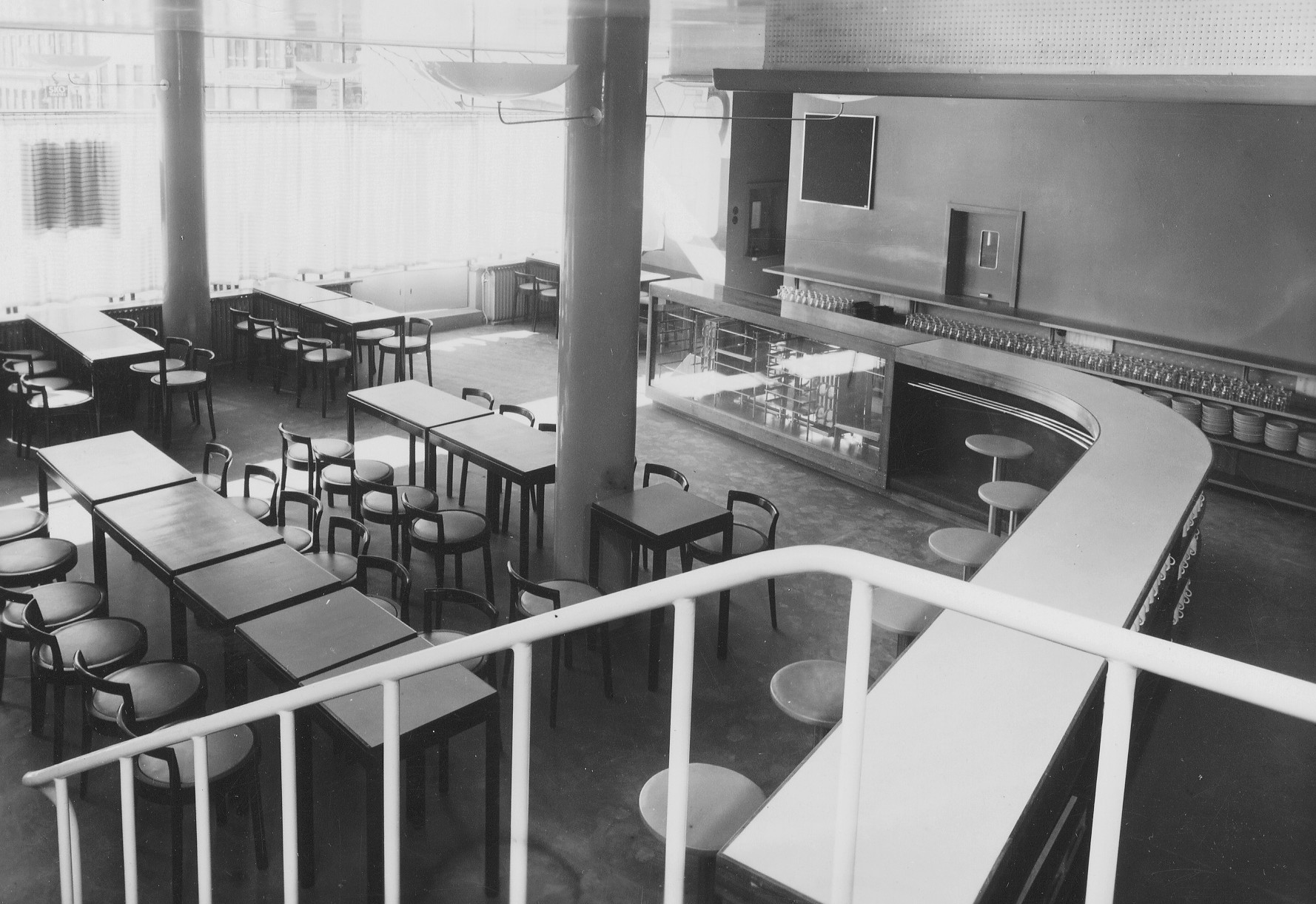
Mjölkbar i Björns trädgård i Stockholm, (stillbildsfoto 1936).
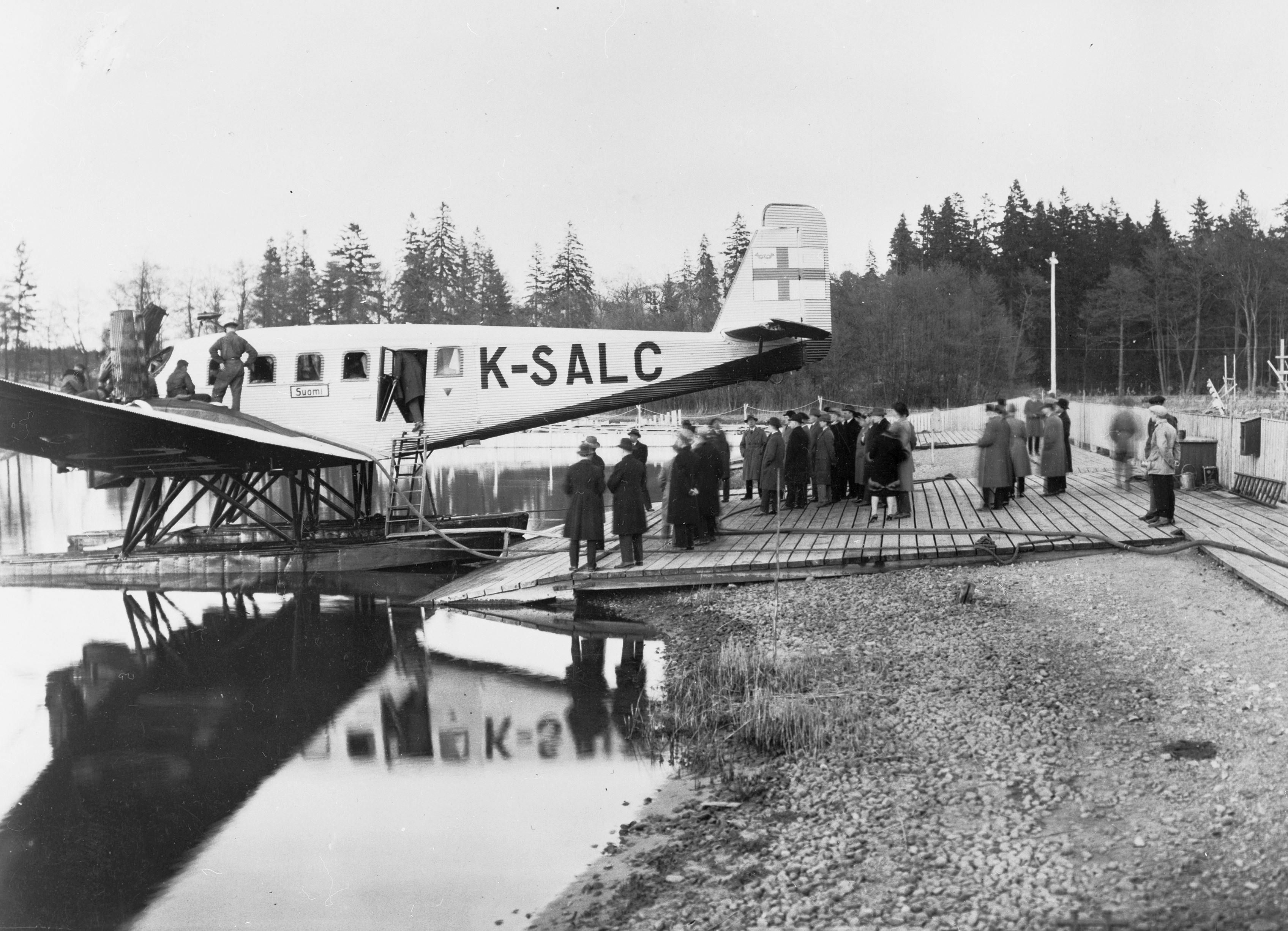
Lindarängens flyghamn, (stillbildsfoto 1944).

## Filmfoto i urval
- 1912 – Säterjäntan
- 1913 – Gränsfolken
- 1913 – Den moderna suffragetten
- 1914 – Prästen
- 1914 – Bra flicka reder sig själv
- 1914 – För sin kärleks skull
- 1915 – Hans bröllopsnatt
- 1915 – Hans hustrus förflutna
- 1915 – Mästertjuven
- 1915 – Minlotsen
- 1915 – Hämnaren
- 1915 – Hans faders brott
- 1916 – Hennes kungliga höghet
- 1916 – Enslingens hustru
- 1916 – I elfte timmen
- 1916 – Millers dokument
- 1916 – Lyckonålen
- 1917 – Fru Bonnets felsteg
- 1917 – Allt hämnar sig
- 1917 – Envar sin egen lyckas smed
- 1917 – Den levande mumien
- 1919 – Hemsöborna
- 1919 – Synnöve Solbakken
- 1919 – Åh, i morron kväll
- 1920 – Gyurkovicsarna
- 1921 – Kvarnen
- 1921 – En vildfågel
- 1921 – En lyckoriddare
- 1922 – Kärlekens ögon
- 1923 – Johan Ulfstjerna
- 1923 – Hårda viljor
- 1924 – En piga bland pigor
- 1925 – Karl XII del II
- 1926 – Fänrik Ståls sägner-del I
- 1926 – Fänrik Ståls sägner-del II
- 1927 – Bara en danserska
- 1928 – Gustaf Wasa del I
- 1928 – Gustaf Wasa del II
- 1928 – A.-B. Gifta Bort Baron Olson
- 1929 – Konstgjorda Svensson
- 1931 – Kärlek och landstorm
- 1933 – Kärlek och dynamit